# Nový izraelský šekel

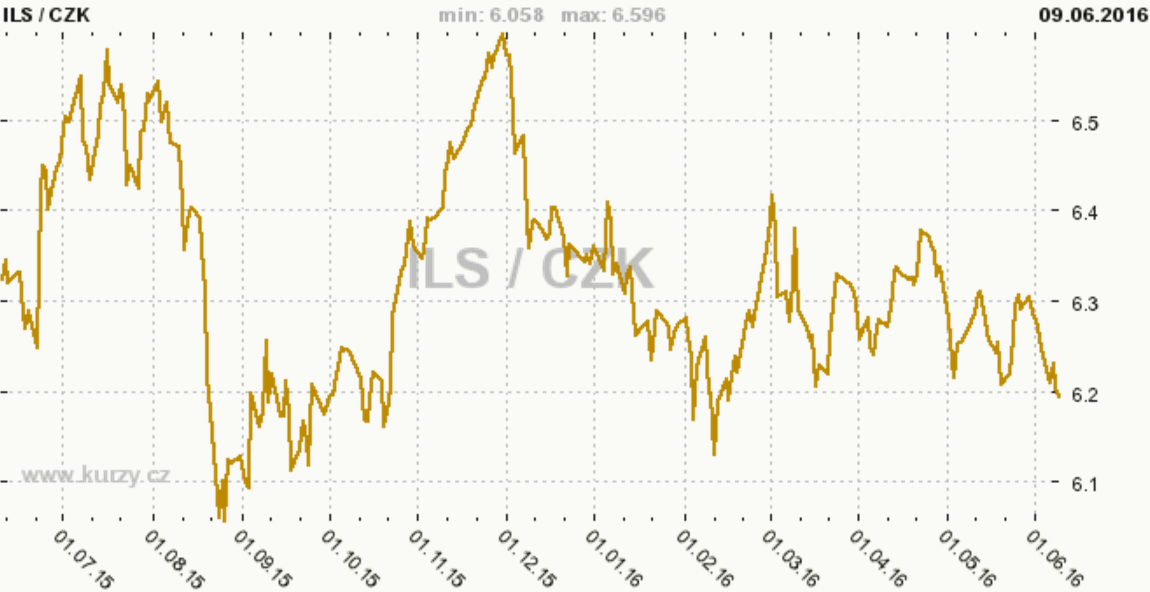
Vývoj kurzu ILS vůči české koruně od června 2015

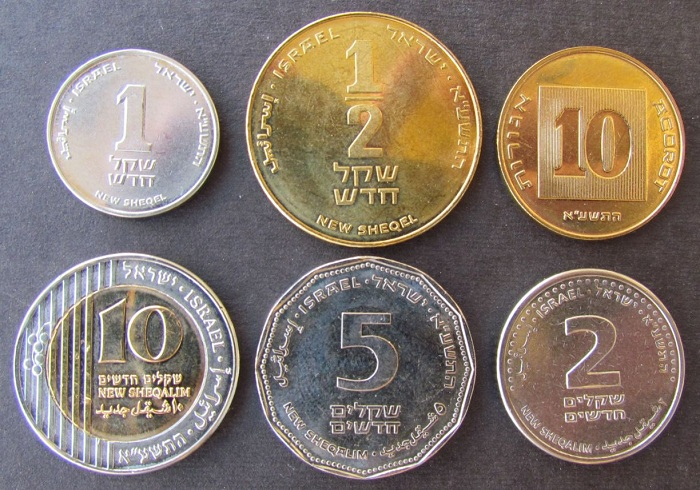
Mince v oběhu

Nový izraelský šekel (hebrejsky שקל חדש‎, šekel chadaš, anglicky: New Israeli Sheqel, odtud neoficiální zkratka NIS) je oficiální izraelská měna platná na území Izraele a Palestinské autonomie. Označuje se symbolem ₪, který vznikl kombinací prvních hebrejských písmen ve slovech šekel (ש) a chadaš (ח); krom toho se používá zkratka ש״ח vyslovovaná jako zkratkové slovo „šach“. ISO 4217 kód pro šekel je ILS. Šekel má 100 agor (množné číslo v hebrejštině agorot). Od roku 2003 jde o volně směnitelnou měnu. Díky své síle se stal nový izraelský šekel v roce 2008 jednou ze 17 měn, obchodovaných na světových trzích.
V roce 1985 nahradil nový izraelský šekel měnu izraelský šekel ve směnném poměru 1000 šekelů za 1 nový šekel. Původní měna platila pouze pět let od roku 1980, kdy nahradila izraelskou liru (někdy též libru) v poměru 10 lir za 1 šekel.

## Mince a bankovky
V oběhu jsou mince 10 a 50 agor, dále 1, 2, 5 a 10 šekelů. Kromě toho kolují bankovky 20, 50, 100 a 200 šekelů. Dříve byly v oběhu i mince s hodnotou 1 a 5 agor a bankovky o hodnotě 1, 5 a 10 šekelů.
| Hodnota    | Vyobrazení           | Vyobrazená osobnost |
| ---------- | -------------------- | ------------------- |
| 20 šekelů  | 20šekelová bankovka  | Moše Šaret          |
| 50 šekelů  | 50šekelová bankovka  | Šmu'el Josef Agnon  |
| 100 šekelů | 100šekelová bankovka | Jicchak Ben Cvi     |
| 200 šekelů | 200šekelová bankovka | Zalman Šazar        |

| 3. série nového izraelského šekelu | 3. série nového izraelského šekelu | 3. série nového izraelského šekelu | 3. série nového izraelského šekelu | 3. série nového izraelského šekelu | 3. série nového izraelského šekelu | 3. série nového izraelského šekelu | 3. série nového izraelského šekelu |
| Vyobrazení                         | Vyobrazení                         | Hodnota                            | Rozměry                            | Barva                              | Barva                              | Vyobrazená osobnost                |                                    |
| Líc                                | Rub                                | Hodnota                            | Rozměry                            | Barva                              | Barva                              | Vyobrazená osobnost                |                                    |
| ---------------------------------- | ---------------------------------- | ---------------------------------- | ---------------------------------- | ---------------------------------- | ---------------------------------- | ---------------------------------- | ---------------------------------- |
|                                    |                                    | 20 šekelů                          | 129 × 71 mm                        |                                    | červená                            | Rachel Bluwsteinová                |                                    |
|                                    |                                    | 50 šekelu                          | 136 × 71 mm                        |                                    | zelená                             | Ša'ul Černichovski                 |                                    |
|                                    |                                    | 100 šekelu                         | 143 × 71 mm                        |                                    | oranžová                           | Lea Goldbergová                    |                                    |
|                                    |                                    | 200 šekelů                         | 150× 71 mm                         |                                    | modrá                              | Nathan Alterman                    |                                    |